# Ruan Pablo
Ruan Pablo Barbosa Sousa (* 23. července 2008), známý jako Ruan Pablo, je brazilský profesionální fotbalista, který hraje na pozici útočníka za klub Esporte Clube Bahia.

## Klubová kariéra
Ruan Pablo se narodil v Salvadoru ve státě Bahia a v roce 2019 se připojil k mládežnickým týmům EC Bahia. Dne 23. července 2024, v den svých 16. narozenin, podepsal s klubem svou první profesionální smlouvu do července 2027 s klauzulí na 200 milionů eur.
Dne 24. července 2024 byl Ruan Pablo povolán k zápasu Série A proti Atléticu Goianiense. Svůj profesionální debut si odbyl o několik hodin později, když nastoupil jako pozdní náhradník za Caulyho při remíze 1:1 na Estádio Antônio Accioly; Ve věku 16 let a jednoho dne se stal nejmladším hráčem, který za klub debutoval.

## Statistiky

### Klubové
Platí k zápasu hranému 23. srpna 2024.
| Klub              | Sezóna            | Liga              | Liga   | Liga | Státní liga | Státní liga | Národní pohár | Národní pohár | Kontinentální | Kontinentální | Ostatní | Ostatní | Celkově | Celkově |
| Klub              | Sezóna            | Soutěž            | Zápasy | Góly | Zápasy      | Góly        | Zápasy        | Góly          | Zápasy        | Góly          | Zápasy  | Góly    | Zápasy  | Góly    |
| ----------------- | ----------------- | ----------------- | ------ | ---- | ----------- | ----------- | ------------- | ------------- | ------------- | ------------- | ------- | ------- | ------- | ------- |
| Bahia             | 2024              | Série A           | 1      | 0    | —           | —           | —             | —             | —             | —             | —       | —       | 1       | 0       |
| Celkově v kariéře | Celkově v kariéře | Celkově v kariéře | 1      | 0    | 0           | 0           | 0             | 0             | 0             | 0             | 0       | 0       | 1       | 0       |